# منى مارتينيز
مونيكا مارتينيز، المعروفة بإسم منى مارتينيز (بالإسبانية: Mona Martínez) هي ممثلة سينمائية وممثلة إسبانية، ولدت في 16 أبريل 1968 في مالقة في إسبانيا.

## روابط خارجية
- Mona Martínez على موقع IMDb (الإنجليزية)
- Mona Martínez على موقع قاعدة بيانات الفيلم (الإنجليزية)

لا توجد روابط لمواقع التواصل الاجتماعي.